# دورة فرنسا المفتوحة 2009
قائمة ببطولات فرنسا المفتوحة لسنة 2009:

## الكبار

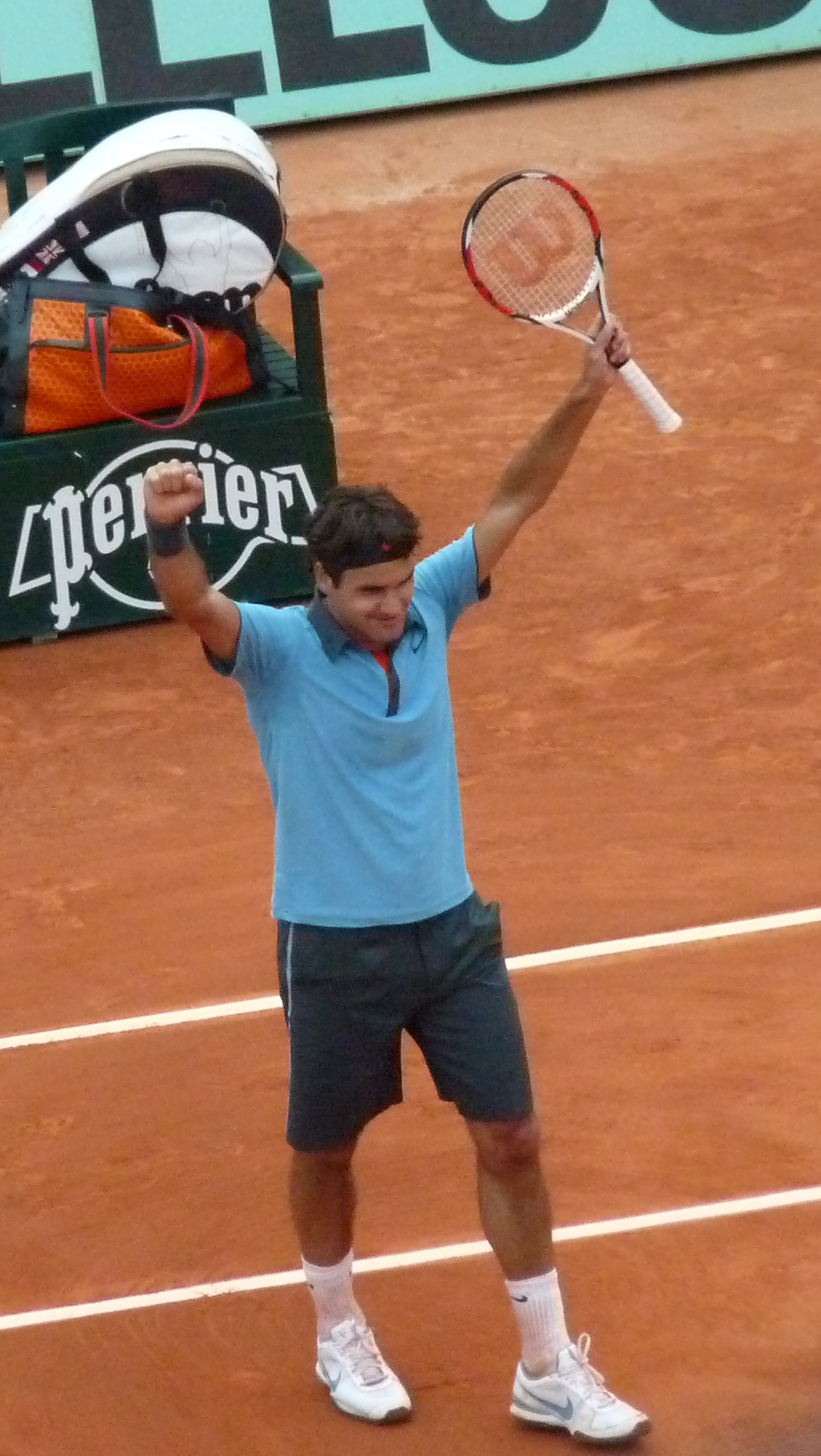
فيدير يحتفل بأول فوز له في بطولة فرنسا المفتوحة، مكملاً بذلك فوزه بجميع ألقاب الجراند سلام، ومعادلاً بهذا الفوز رقم بيتي سامبراس، ألا وهو الفوز بـ 14 جراند سلام.

### فردي رجال
روجر فيدرير هزم.  روبن سودرلينغ, 6–1, 7–6(1), 6–4
- ثاني ألقاب فيدرير في السنة، والـ 59 ككل. واللقب 14 في سلسلة الجراند سلام (معادلاً الرقم القياسي لـ بيت سامبراس) وأول لقب فرنسا المفتوحة لفيدير.

### فردي سيدات
سفتلانا كوزنتسوفا هزمت.  دينارا سافينا, 6–4, 6–2

### زوجي رجال
لوكاس دلوهي و لياندر بايز هزما.  ويسلي مودي و ديك نورمان, 3–6, 6–3, 6–2

### زوجي سيدات
انابيل ميديانا غارغيس و فيرجينيا روالو بواسكوال هزمتا.  فيكتوريا ازارينكا و إلينا فيسنينا, 6–1, 6–1

### زوجي مختلط
ليزل هوبر و بوب برايان هزم  فانيا كينغ و مارسيلو ميلو, 5–7, 7–6(5), 10–7

## الشباب

### فردي أولاد
دانيال بيرتا هزم  جياني مينا, 6–1, 3–6, 6–3

### فردي بنات
كريستينا ملادينوفيتش هزم  داريا غافريلوفا, 6–3, 6–2

### زوجي أولاد
مارين دراجانجا و دينو ماركان هزم  غيليهرم كلزار /  هوانغ ليانغ تشي, 6–3, 6–2

### زوجي بنات
إيلينا بوغدان و نوبون ليرتشيواكارن هزم  تيميا بابوش /  هيذر واتسون, 3–6, 6–3, 10–8